# Final Destination 5
Final Destination 5, även känt som Final Destination Zero och tidigare känt som 5nal Destination, är en amerikansk skräckfilm från 2011, skriven av Eric Heisserer och regisserad av Steven Quale. Filmen hade biopremiär den 12 augusti 2011 i USA och den 9 september i Sverige.

## Handling
Sam och hans vänner jobbar på en fabrik, och på en bro får han en vision om hur bron kommer att kollapsa och alla dör. Han lyckas rädda sina vänner innan hans vision blir verklighet. Han och hans vänner blir förhörda av polisen. Det visar sig att brons konstruktion var svag. På begravningen hör de begravningsentreprenören säga att Döden inte gillar att bli lurad. Sam och vännerna försöker glömma olyckan.
Men ett tag efteråt dör Candice under ett misslyckat akrobattrick. Sedan dör ännu en person, det är Isaac som är på spabehandling, han blir skadad av akupunkturnålar men överlever. Sedan blir han dödad av en fallande buddha-staty. Sam och de andra träffar återigen begravningsentreprenören som säger att det var meningen att de alla skulle dö på bron. Alla som överlevde kommer att förföljas av Döden. De kan undvika det genom att istället döda andra personer.
Nästa person som dör är Olivia som är hos optikern där en kontroll till lasern faller på golvet och lasern skär hennes öga och hand. Hon halkar och faller ut genom ett fönster och dör. Sam och Molly lyckas ta reda på att Döden har ett mönster för i vilken ordning de ska dö. Nästa person som ska dö är Nathan, men han tar Roys plats när Roy blir spetsad av en krok. Eftersom Nathan har tagit Roys liv i världen är det någon annan som dör, och det är Dennis dör av en flygande skiftnyckel. 
Nästa person som ska dö är Peter, men han säger att han tänker döda en annan person för att själv få leva, han försöker då mörda Molly och Sam i en restaurang. Sam blir nedslagen, men eftersom det inte är hans tur överlever han. Agent Block tar sig in i köket men blir dödad av Peter. Han får Blocks liv, men vill döda Molly eftersom han är rädd att hon ska tjalla till polisen. Molly slår till honom och han tappar pistolen på en värmeplatta. Han är på väg att knivhugga Molly men dör när han blir huggen av Sam. 
Sam får Blocks liv eftersom han dödade Peter, och det bevisas genom att pistolen överhettas och avfyrar ett skott men missar honom. Efter några år bestämmer de två att flyga till Paris och börja ett nytt liv där. På flyget ser de en tonåring få panik och bli utslängd från planet. På Sams biljett står det: Flight 180. När planet lyfter hör han flygvärdinnan säga att tonåringen hade en vision av att planet skulle explodera. Plötsligt skakar kabinen och ett stort hål uppstår i planets sida. Molly är på väg att flyga ut och Sam försöker rädda henne, men tappar greppet och hon klyvs av en flygplansvinge. Planet exploderar och Sam blir bränd till döds. 
Nathan är på en bar för att hedra Roys död. En anställd berättar att han haft en hjärntumör och att han hade kunnat dö av den. Medveten om att han är i fara krossas Nathan av ett landningsställ från Flight 180, och filmen slutar med att alla dödsfall visas i eftertexterna.

## Om filmen

### Övriga filmer i serien
- Final Destination (2000)
- Final Destination 2 (2003)
- Final Destination 3 (2006)
- The Final Destination (2009)
- Final Destination: Bloodlines (2025)

## Rollista
| Nicholas D'Agosto        | – Sam               |
| Emma Bell                | – Molly             |
| Miles Fisher             | – Peter Friedkin    |
| Ellen Wroe               | – Candice Hooper    |
| Jacqueline MacInnes Wood | – Olivia Castle     |
| P.J. Byrne               | – Isaac             |
| Arlen Escarpeta          | – Nathan            |
| David Koechner           | – Dennis            |
| Courtney B. Vance        | – Agent Block       |
| Tony Todd                | – William Bludworth |
| Brent Stait              | – Roy               |